# Loco-vervoer
Loco-vervoer of bilateraal vervoer is een vorm van internationaal transport.
Loco-vervoer is het vervoeren van goederen van een land naar een ander door een vervoerder uit hetzij het land van vertrek, hetzij het land van aankomst. Voor de douane van alle landen die tussen de bestemming en het vertrekadres liggen moet dan loco-vervoer worden opgegeven.
Loco-vervoer of bilateraal vervoer is de meest voorkomende overeenkomst in het internationale wegvervoer. Andere vormen zijn het derdelandenvervoer en de cabotage.